# Прелюды

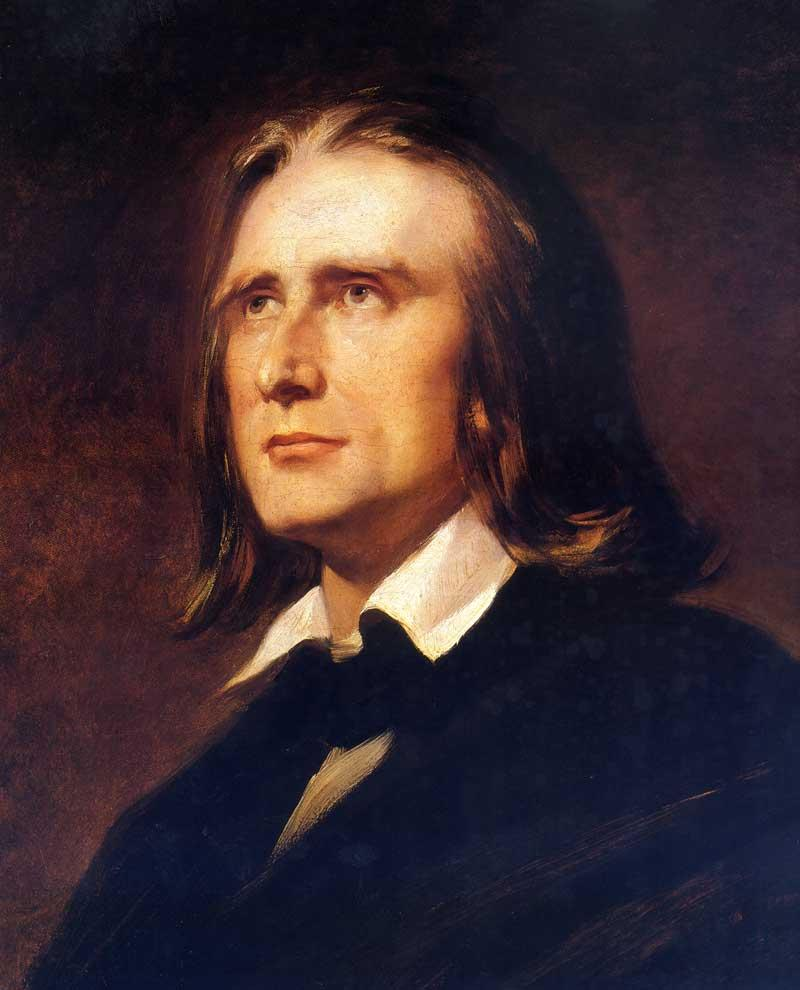
Ференц Лист, картина Вильгельма фон Каульбаха, 1856

Прелюды (фр. Les préludes), S.97, — третья из тринадцати симфонических поэм Ференца Листа. Музыка была написана в 1845–1854 годах и начиналась как увертюра к хоровому циклу Листа «Четыре элемента» (фр. Les quatre élémens), затем переработанный как отдельная концертная увертюра с новым названием, отсылающим к стихотворению Альфонса де Ламартина.
Премьера состоялась 23 февраля 1854 года под управлением самого Листа. Партитура была опубликована в 1856 году издательством Breitkopf & Härtel. «Прелюды» являются самым ранним примером оркестрового произведения под названием «симфоническая поэма».

## Использование
- Заключительные фанфары «Прелюдов» использовались в сводках новостей Reichs-Rundfunk-Gesellschaft в III Рейхе.[1] Под фанфары диктор объявлял: «Высшее командование Вермахта сообщает…» (нем. Das Oberkommando der Wehrmacht gibt bekannt…), прежде чем рассказать о последней победе нацистов. Немцы настолько привыкли к военному использованию «Прелюдов», что после войны произведение было фактически запрещено.[2]
- Альберт Шпеер вспоминал, что Гитлер включил ему запись пьесы со словами: «Теперь будете часто слышать её в ближайшем будущем, потому что она станет нашими победными фанфарами в русской кампании. Вальтер Функ выбрал. Нравится?» (для каждой из предыдущих кампаний Гитлер подбирал свои музыкальные фанфары).[3]
- «Флэш Гордон покоряет вселенную»[англ.] использует те же заключительные фанфары из «Прелюдов» в своих знаковых вступительных титрах и в качестве героической темы во многих сценах.[4]
- Части Les Preludes использовались в качестве фоновой музыки во время смены сцен в радиосериале 1940-х годов «Одинокий рейнджер».
- Музыка используется во вступлении и финале эпизода «Том и Джерри» «Том и Джерри в Голливуде».
- «Прелюды» используются в «рамен-вестерне» Джузо Итами «Тампопо».